# St. Georgen im Attergau
St. Georgen im Attergau, Sankt Georgen im Attergau – gmina targowa w Austrii, w kraju związkowym Górna Austria, w powiecie Vöcklabruck. 1 stycznia 2015 liczyła 4366 mieszkańców.